# الهندوسية في النرويج
تعد الهندوسية في النرويج أحد الأقليات الدينية نسبة 0.17% من المجموع الكلي لعدد السكان أو حوالي 8,900 شخص حسب تقديرات عام 2016، وقد ارتفع عدد الهندوس في البلاد عن ذي قبل بعدما كان عدد 5900 شخص قبل خمسة سنوات، و 3700 شخص قبل عشرة سنوات. معظم الهندوس في النرويج من أصول جنوب آسيوية وغالبيتهم (حوالي 75%) من الهندوس التاميليين السريلانكيين. ويوجد في البلاد خمسة معابد هندوسية في أوسلو وفي قربها وفي برغن ودرامن وتروندهايم.

## الخلفية الإثنية
يتألف الهندوس في النرويج من العائلات التاميلية والبنجابية والغجراتية والعائلات التي قدِمت من أتر برديش والبنغال.
شكل التاميل السريلانكيون النسبة الأكبر بين الهندوس فيبلغ عددهم ما يتراوح من5000 إلى 7000 شخص.

## الجماعات والهيئات الهندوسية
- حركة هاري كريشنا مسجلة ولديها مركز في أوسلو.
- رابطة «ساناتان ماندير سابها» في شرقي النرويج ويبلغ عدد أعضائها إلى نحو التسعمئة، والتي تسجلت بتاريخ 14 أبريل عام 1988.[2]
- شكل الغجراتيون رابطة ثقافية غجراتية في منطقة العاصمة أوسلو.[3]
- ما زال المركز الثقافي التاميلي للأطفال موجوداً وهو يُعني بالمهاجرين والمولدين من التاميليين في النرويج. ويعمل المركز على تعليم اللغة التاميلية وتعليم ديني بالإضافة إلى نشاطات أخرى مثل الرياضة والدراما والموسيقى والرقص.[4]

## الإحصاءات
| سنة الإحصاء | عدد السكان الهندوس | النسبة المئوية من المجموع الكلي للسكان |
| ----------- | ------------------ | -------------------------------------- |
| 1998        | 864                | 0.020%                                 |
| 2000        | 1,303              | 0.029%                                 |
| 2002        | 2,734              | 0.060%                                 |
| 2004        | 3,009              | 0.066%                                 |
| 2006        | 3,669              | 0.079%                                 |
| 2008        | 4,566              | 0.096%                                 |
| 2010        | 5,175              | 0.10%                                  |
| 2012        | 5,690              | 0.12%                                  |
| 2014        | 7,382              | 0.14%                                  |
| 2016        | 8,882              | 0.17%                                  |

## وصلات خارجية
- صوت جديد في الهندوسية الأوروبية، التقاليد التاميلية المتجذرة من سريلانكا (بالإنجليزية)
- معبد ساناتان ماندير سابها في النرويج (بالإنجليزية)